# Tatort: Das Opfer
Das Opfer ist ein Fernsehfilm aus der Krimireihe Tatort. Der von RBB produzierte Beitrag ist die 1218. Tatort-Episode und wurde am 18. Dezember 2022 im SRF, im ORF und im Ersten ausgestrahlt. Der Berliner Ermittler Robert Karow ermittelt in seinem 16. Fall.

## Handlung
Nach dem Tod seiner Kollegin Nina Rubin ermittelt Robert Karow solo in einem Fall, bei dem ihn die eigene Vergangenheit einholt.
In einem Waldstück wird ein Mann erschossen aufgefunden, offensichtlich eine Milieu-Hinrichtung. Karow interessiert sich für den Fall, obwohl er ihm nicht zugeteilt ist. Als Junge war er oft in diesem Wald. In einiger Entfernung findet er eine Pistole, anscheinend die Tatwaffe, die der Mörder loswerden wollte.
Der Tote ist Maik Balthasar, die erste Jugendliebe von Karow. Maik hatte als verdeckter Ermittler für die Staatsanwältin Sara Taghavi gearbeitet. Auf der Tatwaffe finden sich Fingerabdrücke des Mesut Günes, eines stadtbekannten Nachtclubbesitzers, der in zahlreiche Gewaltverbrechen verwickelt ist. Deshalb möchte Taghavi Günes endlich vor Gericht bringen. Karow traut diesen Spuren jedoch nicht. Er beantragt Sonderurlaub und zieht in die Wohnung seines toten Freundes. Dieser hatte sich bei Günes eingeschleust und arbeitete als Fahrer, der den Callboy Sammy häufig unbemerkt zu einem Lagerhaus zu bringen hatte, wo Günes sich mit ihm treffen konnte. Als Günes herausfand, dass Maik Sammy auf einer Insel im Müggelsee verstecken wollte, erschoss er zunächst Sammy.
In Maiks Wohnung findet Karow heraus, dass Maik seine Erschießung selbst inszeniert hatte, um der Abhängigkeit von Günes zu entfliehen und diesen über falsche Indizien zu belasten.

## Hintergrund
Der Film wurde vom 8. März 2022 bis zum 8. April 2022 in Berlin gedreht.

## Rezeption

### Kritiken
Thomas Gehringer schrieb für Tittelbach.tv: „Nach dem grandiosen Ausstieg von Meret Becker und vor dem Einstieg von Corinna Harfouch widmet sich [dieser ‚Tatort‘][…] ausgiebig dem sperrigen Typen Robert Karow – seiner ersten Jugend-Liebe, dem Konflikt mit dem Vater und den Gründen für seine obsessive Wahrheitssuche. Gleichzeitig gelingt Drehbuch-Autor Erol Yesilkaya und Regisseur Stefan Schaller ein spannender und vielschichtiger Genre-Mix aus Thriller und tragischem Drama. Ein überragender Waschke verausgabt sich bei dieser Leidenstour Karows, der die Gründe für den Tod seiner Jugendliebe Maik Balthasar herauszufinden sucht.“
Tag24 wertete: „Karow offenbart, für wen er ‚das einzig Gesunde, was ich je gefühlt habe für einen Menschen‘, empfunden hat. Von Szenen wie diesen lebt dieser ‚Tatort‘ - und [sie] machen ihn durchaus sehenswert.“
Claudia Fromme kritisierte bei der Süddeutschen Zeitung: „Lange wurde nicht mehr so viel geraucht am Sonntagabend. Lange hat man nicht mehr so viele Männer weinen sehen. Das kann einem auf den Geist gehen, das Geheule, das Gerauche. Wer aber kein Eisblock ist, den berührt es. Darf man zulassen. Bald ist Weihnachten.“
Bei der FAZ urteilte Matthias Hannemann: „Ein Sprichwort besagt: So wie du in den Fernseher hineinschaust, so schaut er heraus. Das Gesicht von Kriminalkommissar Robert Karow (Mark Waschke), das uns zu Beginn seines 16. Falles mit leeren Augen entgegenstarrt, kann insofern nicht überraschen. Es passt, obwohl es mit dem Geschehen in Osteuropa nichts zu tun hat, in seinem Schockzustand zu einem entsetzlichen Jahr.“
Christian Buß vom Spiegel meinte: „[E]in klassisches Blickduell – plötzlich küsst der Größere den Kleineren inniglich auf den Mund. Eine wunderschöne Szene, die beispielhaft für diesen an Twists reichen ‚Tatort‘ steht. Der Krimi handelt vom Machismo in der Mafiawelt – und macht doch unentwegt doppelte Böden zu unterschiedlichen schwulen Sehnsuchtsgeschichten auf. […] [De]n neuen ‚Tatort‘ inszeniert Schaller mit gutem Gespür für Ambivalenzen, Gefühlschaos und offene Rechnungen. Allerdings sind die Rückblickpassagen in die Jugend von Karow einfach zu schablonenartig geraten, das schwergängige Coming-of-Age-Drama nimmt leider Fahrt raus aus diesem ansonsten sehnsuchtsvoll in den Abgrund strebenden Unterweltkrimi.“

### Einschaltquoten
Die Erstausstrahlung von Das Opfer am 18. Dezember 2022 wurde in Deutschland von 8,15 Millionen Zuschauern gesehen und erreichte einen Marktanteil von 26,0 % für Das Erste. In der als Hauptzielgruppe für Fernsehwerbung deklarierten Altersgruppe von 14–49 Jahren erreichte Das Opfer 2,04 Millionen Zuschauer und damit einen Marktanteil von 26,0 Prozent in dieser Altersgruppe.